# Cătălina Cristea
Cătălina Cristea (Boekarest, 2 juni 1975) is een voormalig tennisspeelster uit Roemenië. Cristea begon op zevenjarige leeftijd met het spelen van tennis. Haar favoriete ondergrond is hardcourt. Zij speelt rechtshandig en heeft een tweehandige backhand. Zij was actief in het proftennis van 1992 tot en met 2005.

## Loopbaan
In de periode 1994–1999 maakte Cristea deel uit van het Roemeense Fed Cup-team – zij behaalde daar een winst/verlies-balans van 20–13.
In 1993 stond zij samen met de Zweedse Åsa Carlsson als verliezend finalist op het meisjesdubbelspeltoernooi van het Australian Open. Het jaar daarop plaatste zij zich voor het Australian Open, waar zij tot de tweede ronde kwam. Ook in het vrouwendubbelspel kwam zij dat jaar tot de tweede ronde.
In 1996 speelde zij middels een wildcard op de Olympische Spelen van Atlanta.
Cristea won één WTA-titel, in 1999 op het dubbelspeltoernooi in Warschau, samen met Irina Seljoetina uit Kazachstan.

## Posities op deWTA-ranglijst
Positie per einde seizoen:
| jaar | rang enkelspel | rang dubbelspel |
| ---- | -------------- | --------------- |
| 1990 | 809            | –               |
| 1991 | 504            | 467             |
| 1992 | 429            | 371             |
| 1993 | 127            | 184             |
| 1994 | 191            | 132             |
| 1995 | 103            | 115             |
| 1996 | 97             | 137             |
| 1997 | 73             | 95              |
| 1998 | 67             | 47              |
| 1999 | 128            | 52              |
| 2000 | 117            | 50              |
| 2001 | 340            | 271             |

## Palmares
| Legenda                |
| ---------------------- |
| Grandslamtoernooi      |
| Olympische Spelen      |
| Year-End Championships |
| Tier I                 |
| Tier II                |
| Tier III               |
| Tier IV & V            |

### WTA-finaleplaatsen enkelspel
geen

### WTA-finaleplaatsen vrouwendubbelspel
| nr.              | finale     | toernooi      | ondergrond    | partner          | tegenstandsters                     | score         |         |
| ---------------- | ---------- | ------------- | ------------- | ---------------- | ----------------------------------- | ------------- | ------- |
| gewonnen finales |            |               |               |                  |                                     |               |         |
| 1.               | 1999-05-09 | WTA Warschau  | gravel        | Irina Seljoetina | Amélie Cocheteux Janette Husárová   | 6-1, 6-2      | details |
| verloren finales |            |               |               |                  |                                     |               |         |
| 1.               | 1998-03-01 | WTA Oklahoma  | hardcourt (i) | Kristine Kunce   | Serena Williams Venus Williams      | 5-7, 2-6      | details |
| 2.               | 1998-04-26 | WTA Boedapest | gravel        | Laura Montalvo   | Virginia Ruano Pascual Paola Suárez | 6-4, 1-6, 1-6 | details |
| 3.               | 1998-06-20 | WTA Rosmalen  | gras          | Eva Melicharová  | Sabine Appelmans Miriam Oremans     | 7-6, 6-7, 6-7 | details |

### Gewonnen ITF-toernooien enkelspel
| nr. | finale     | toernooi  | dotatie | ondergrond | tegenstandster in finale | score         |
| --- | ---------- | --------- | ------- | ---------- | ------------------------ | ------------- |
| 1.  | 1996-09-29 | Boekarest | $25.000 | gravel     | Mariana Díaz Oliva       | 7-5, 3-6, 7-6 |

### Gewonnen ITF-toernooien dubbelspel
| nr. | finale     | toernooi    | dotatie | ondergrond | partner           | tegenstandsters in finale              | score         |
| --- | ---------- | ----------- | ------- | ---------- | ----------------- | -------------------------------------- | ------------- |
| 1.  | 1991-09-22 | Cluj        | $10.000 | hardcourt  | Diane Samungi     | Mirela Buciu Lea Ghirardi              | 6-1, 6-1      |
| 2.  | 1992-08-02 | Lohja       | $10.000 | gravel     | Andrea Tunko      | Miyako Ataka Monika Starosta           | 6-2, 7-6      |
| 3.  | 1994-07-24 | Bilbao      | $25.000 | gravel     | Hanneke Ketelaars | Yolanda Clemot Cristina Torrens Valero | 6-2, 6-1      |
| 4.  | 1994-11-20 | Bad Gögging | $25.000 | tapijt (i) | Tatjana Ječmenica | Kateřina Kroupová Jana Pospíšilová     | 3-6, 6-3, 6-2 |
| 5.  | 1996-08-25 | Athene      | $25.000 | gravel     | Helena Vildová    | Virginie Massart Emanuela Zardo        | 6-2, 6-4      |
| 6.  | 1997-10-12 | Sedona      | $50.000 | hardcourt  | Corina Morariu    | Liezel Huber Paola Suárez              | 7-5, 6-2      |

## Resultaten grandslamtoernooien
| Legenda | Legenda                          |
| ------- | -------------------------------- |
| g.t.    | geen toernooi gehouden           |
| l.c.    | lagere categorie                 |
| –       | niet deelgenomen                 |
| G       | uitgeschakeld in de groepsfase   |
| 1R      | uitgeschakeld in de eerste ronde |
| 2R      | uitgeschakeld in de tweede ronde |
| 3R      | uitgeschakeld in de derde ronde  |
| 4R      | uitgeschakeld in de vierde ronde |
| KF      | uitgeschakeld in de kwartfinale  |
| HF      | uitgeschakeld in de halve finale |
| F       | de finale verloren               |
| W       | het toernooi gewonnen            |
| w-v     | winst/verlies-balans             |

### Enkelspel
| toernooi        | 1994 | 1995 | 1996 | 1997 | 1998 | 1999 | 2000 | w-v |
| --------------- | ---- | ---- | ---- | ---- | ---- | ---- | ---- | --- |
| Australian Open | 2R   | –    | 1R   | 1R   | 1R   | 2R   | –    | 2-5 |
| Roland Garros   | 1R   | 3R   | 1R   | 2R   | 2R   | 1R   | 1R   | 4-7 |
| Wimbledon       | –    | –    | 1R   | 1R   | 1R   | 1R   | 2R   | 1-5 |
| US Open         | –    | 1R   | –    | 1R   | 1R   | 1R   | 1R   | 0-5 |

### Vrouwendubbelspel
| toernooi        | 1994 | 1995 | 1996 | 1997 | 1998 | 1999 | 2000 | w-v |
| --------------- | ---- | ---- | ---- | ---- | ---- | ---- | ---- | --- |
| Australian Open | 2R   | 1R   | 1R   | 1R   | 2R   | 3R   | 2R   | 5-7 |
| Roland Garros   | 1R   | –    | 1R   | 1R   | 2R   | 2R   | 2R   | 3-6 |
| Wimbledon       | –    | –    | 1R   | 2R   | 1R   | 1R   | 2R   | 2-5 |
| US Open         | 1R   | 1R   | –    | 2R   | 1R   | 2R   | 1R   | 2-6 |

### Gemengd dubbelspel
| toernooi        | 1998 | 1999 | 2000 | w-v |
| --------------- | ---- | ---- | ---- | --- |
| Australian Open | –    | –    | –    | 0-0 |
| Roland Garros   | 1R   | 2R   | KF   | 3-3 |
| Wimbledon       | 1R   | 2R   | –    | 1-2 |
| US Open         | –    | –    | 1R   | 0-1 |